# 祖国在危急中

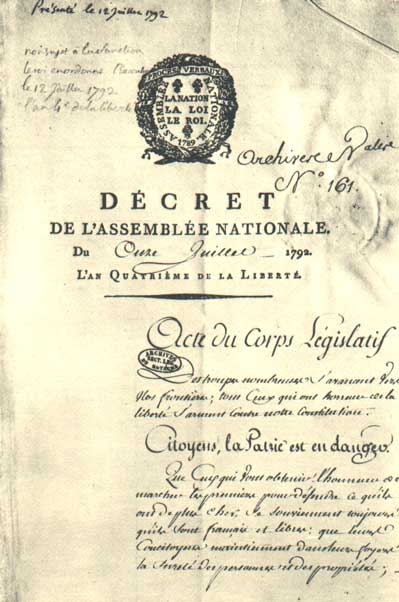
法国国民议会一七九二年发布的宣言

《祖国在危急中》（法語：La patrie en danger）是法国国民立法议会在1792年7月11日发布的一篇宣言。这篇宣言是对普鲁士与奥地利联手反对法国的回复。次年，法国开始了全民动员。全民动员是法国大革命时期发展出来的“人民战争”概念的一部分，目的是“不仅要调集人力来充当常备军，也要鼓舞普通人为自己战斗”。